# The Amazing Adventures of Spider-Man
The Amazing Adventures of Spider-Man is een simulator darkride in de attractieparken Islands of Adventure en Universal Studios Japan.
De vijf minuten durende rit staat in het teken van de strips Spider-Man. Tijdens de rit wordt het idee gewekt dat men terecht komt in diverse actiescènes uit de films van Spider-Man. De voertuigen rijden langs diverse scènes en 3D-schermen. Het 3D-effect wordt gecombineerd met het feit dat de voertuigen simulators zijn. Dit versterkt het effect daadwerkelijk deel te nemen aan het verhaal.
De attractie was kort na zijn opening in het park Islands of Adventure een moderne attractie voor zijn tijd. De attractie heeft diverse prijzen gewonnen voor onder andere beste darkride ter wereld.

## Afbeeldingen

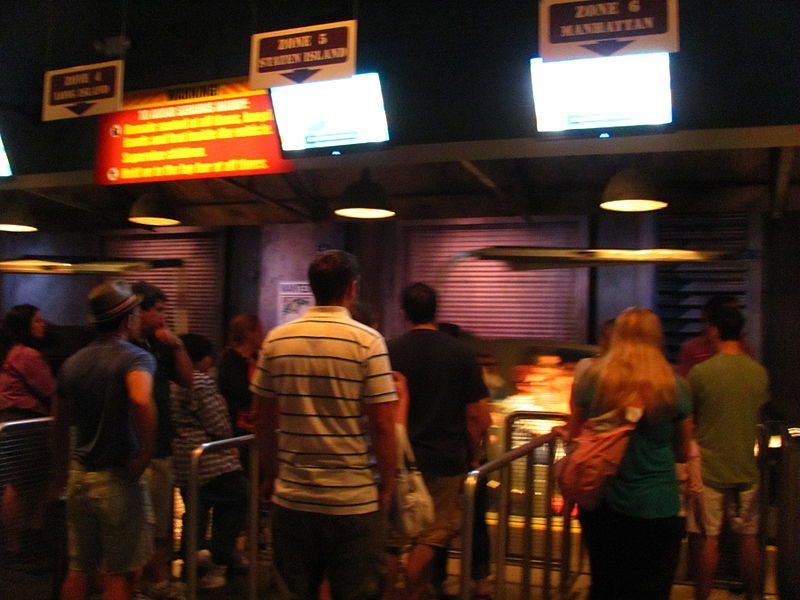
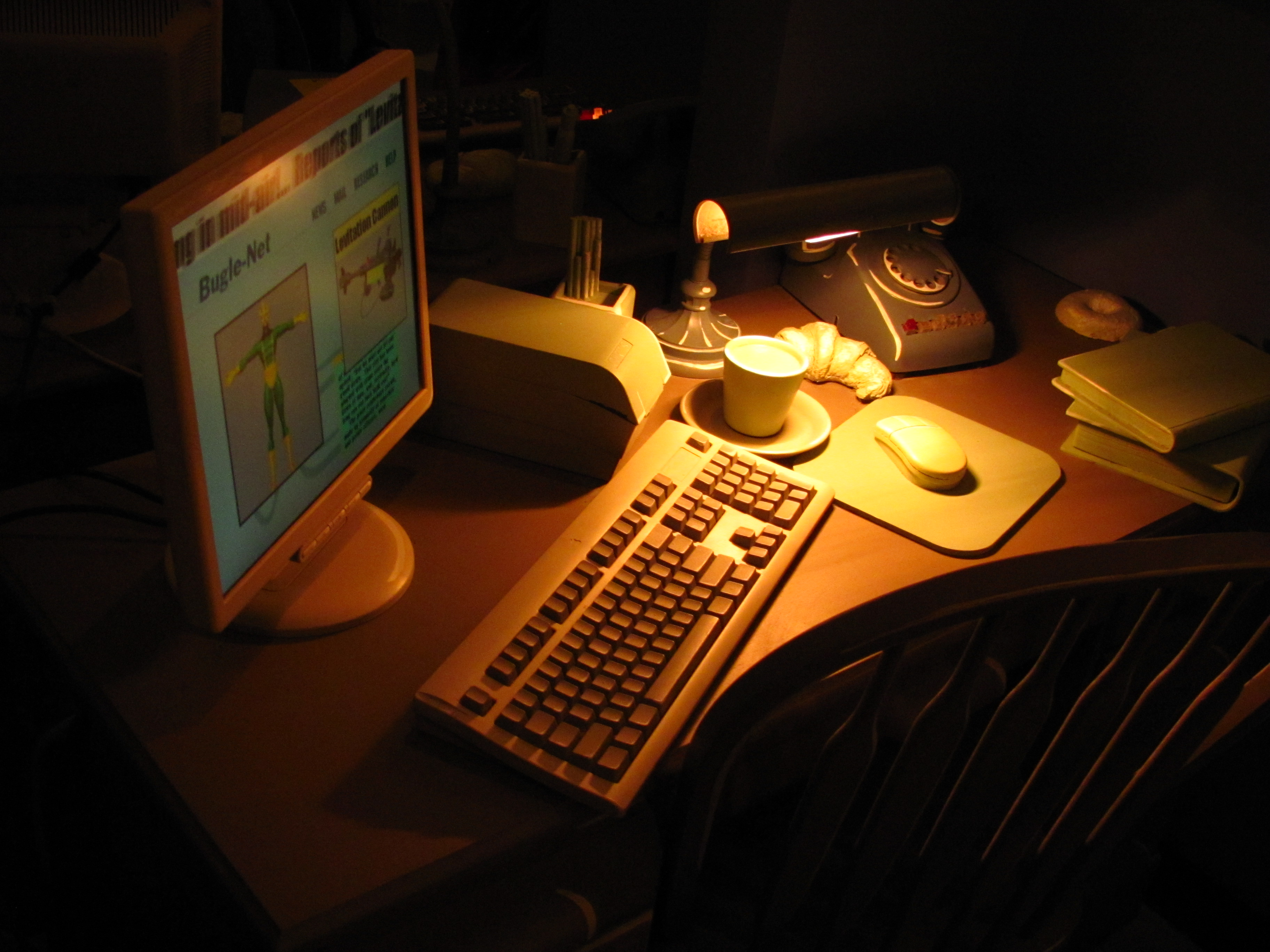
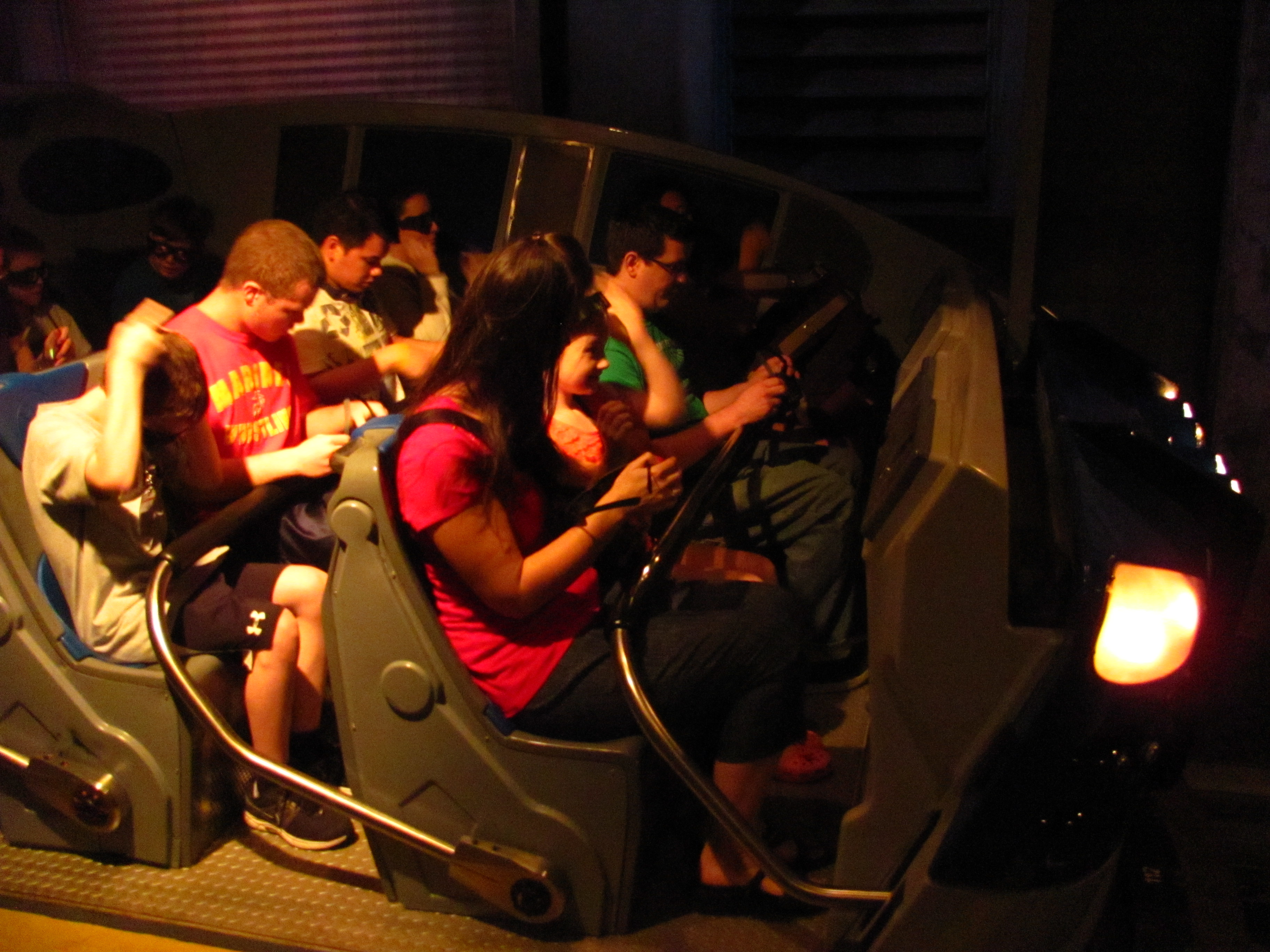
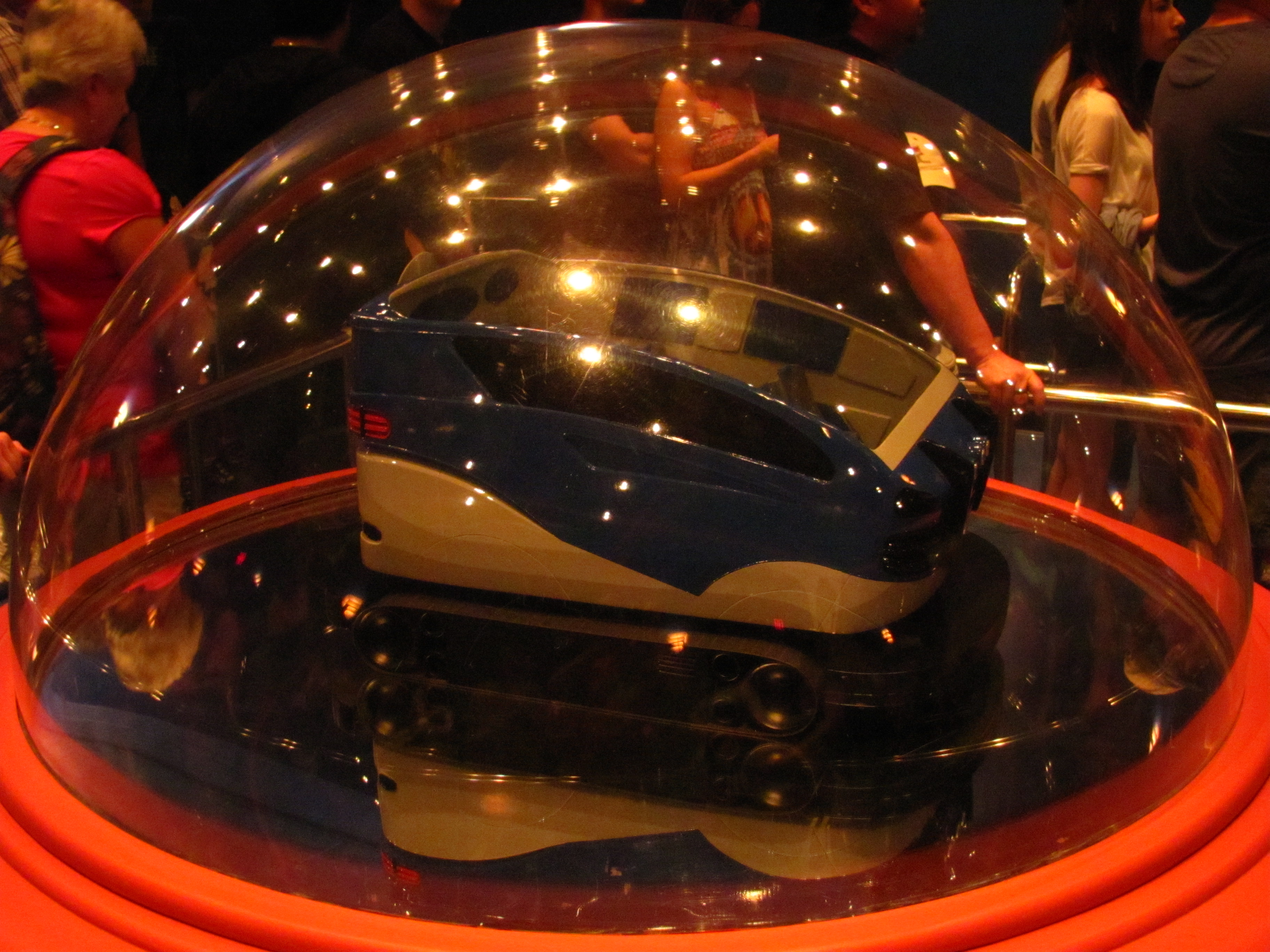
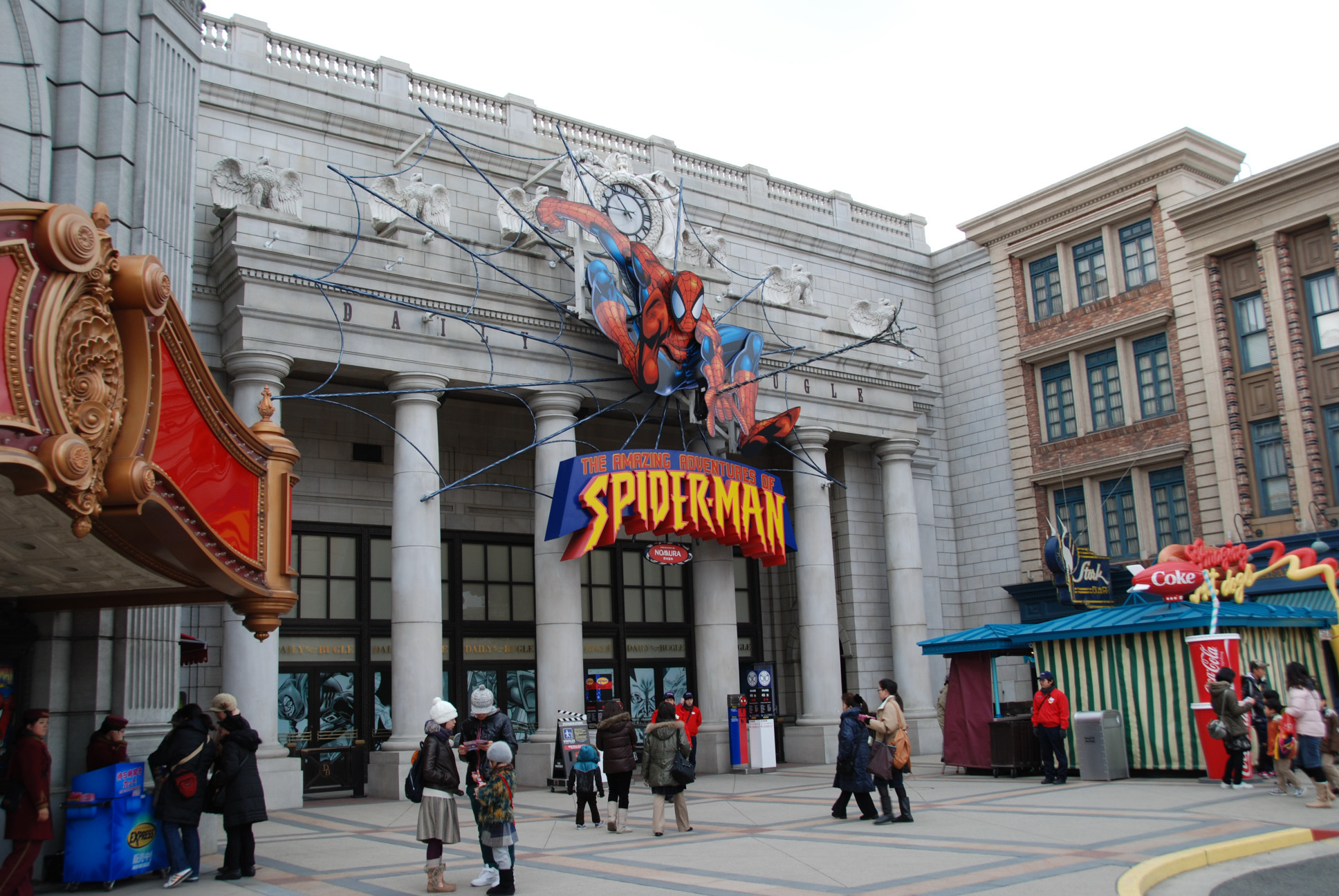
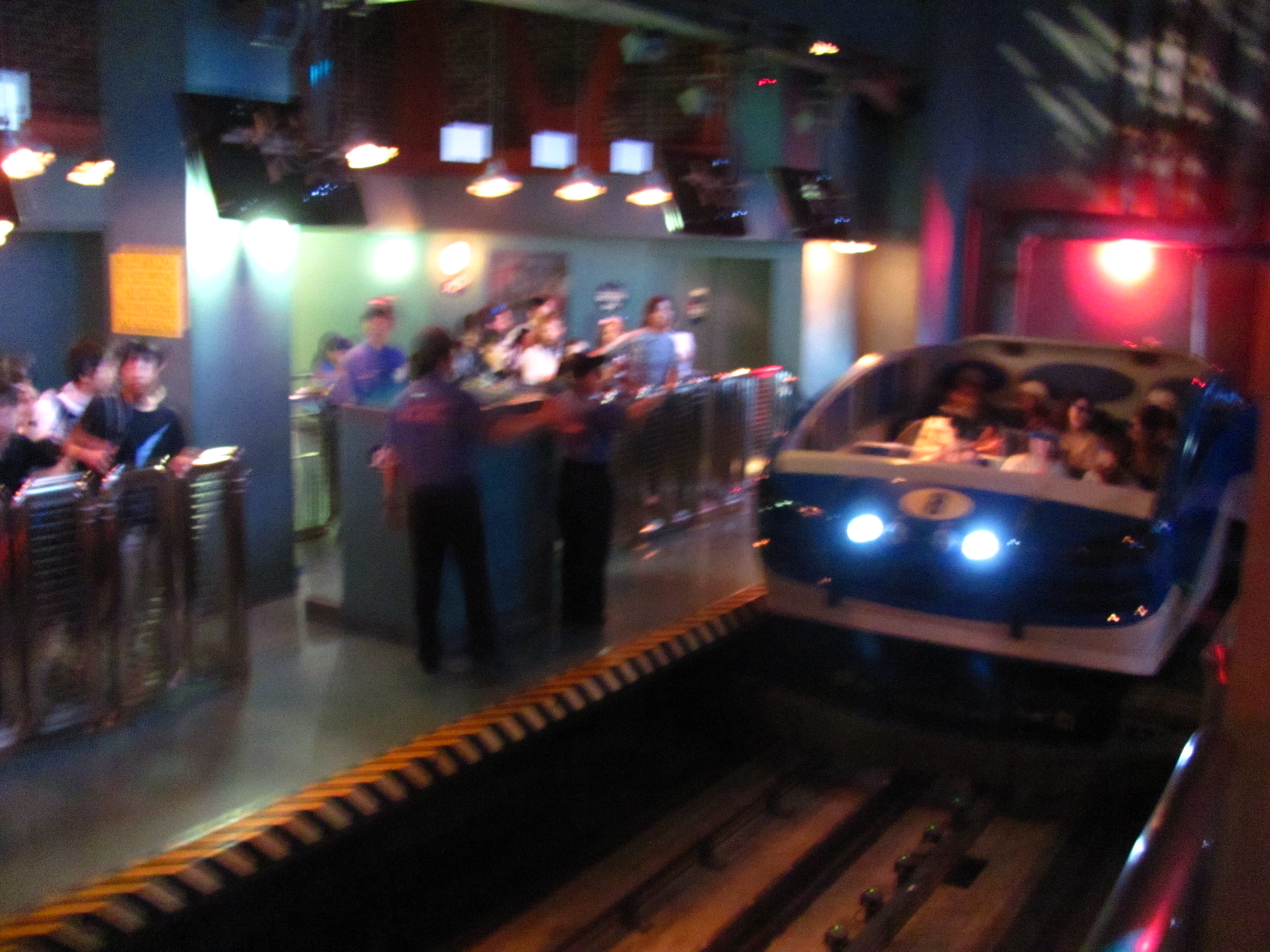